# Ghiacciaio Kolosh
Il ghiacciaio Kolosh (in inglese Kolosh Glacier) (65°44′50″S 64°18′30″W) è un ghiacciaio lungo 6,7 km e largo 3,6, situato sulla costa di Graham, nella parte occidentale della Terra di Graham, in Antartide. In particolare, il ghiacciaio si trova a sud del ghiacciaio Nesla, sul versante ovest della dorsale Lisiya, a nord del monte Bigo, e da qui fluisce verso nord-ovest fino alla baia di Bigo, a sud del termine del già citato ghiacciaio Nesla.

## Storia
Il ghiacciaio Kolosh è stato così battezzato dalla Commissione bulgara per i toponimi antartici in associazione con il picco Kolosh, nei pressi del villaggio di Kjustendil, nella Bulgaria occidentale. 